# Fischpaste

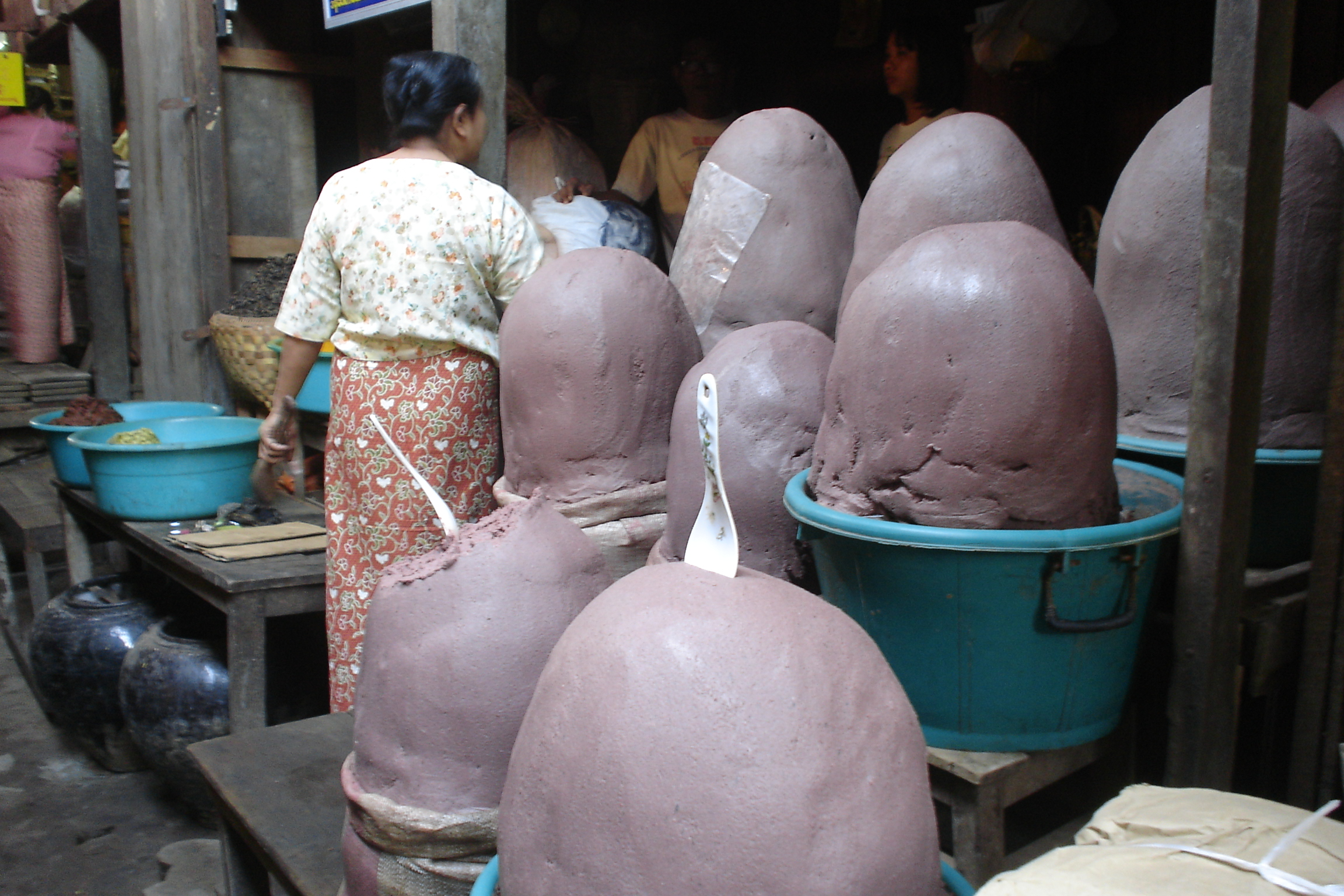
Ngapi ist eine beliebte burmesische Paste aus Fisch und/oder Garnelen, gesalzen und sonnengetrocknet

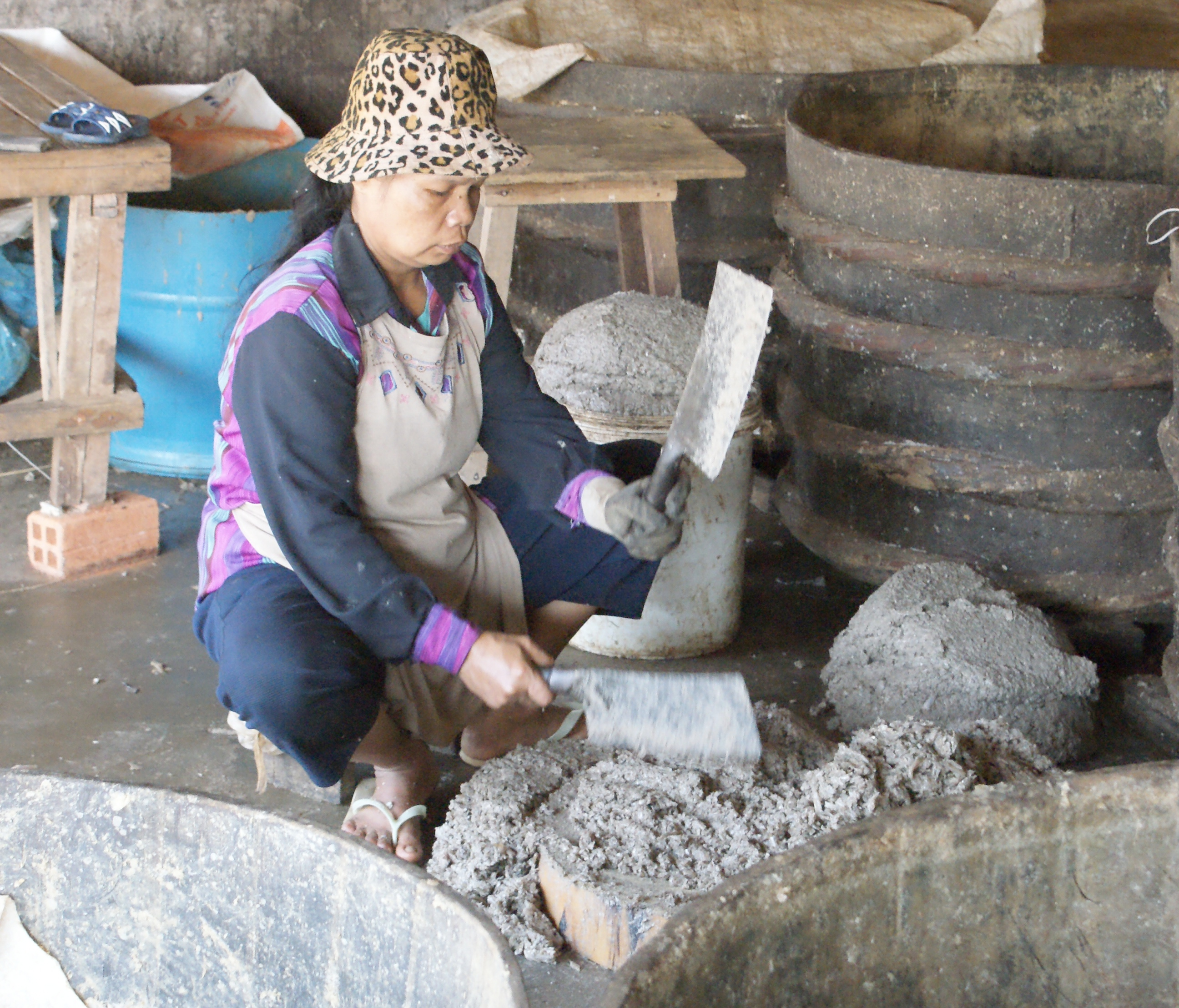
Eine Frau in Kambodscha, die Fischpaste herstellt.

Fischpasten sind weit verbreitete Produkte in den einheimischen Küchen fast aller süd- und südostasiatischen Länder. Man unterscheidet fermentierte und unfermentierte Fischpasten.
Fermentierte Fischpasten werden aus verschiedenen Arten von Süßwasser- und Meeresfischen sowie Garnelen hergestellt und werden hauptsächlich als Würzmittel oder in Gewürzzubereitungen verwendet. Fischpasten werden in größeren Mengen konsumiert als Fischsaucen und spielen aufgrund des erhöhten Verzehrs eine größere Rolle in der Ernährung.

## Verwendung
Fermentierte Fischpasten werden fast überall in Südostasien im Allgemeinen als Gewürz für Reisgerichte verwendet. Ihre Verwendung ist vergleichbar mit jener von Sojasauce und Miso, die hauptsächlich der Geschmacksverbesserung von Reis und Getreidegerichten dienen.
Ernährungsphysiologisch sind sie wichtiger als Fischsauce.

## Herstellung
Pasten können aus frischem Fisch oder den Rückständen der Fischsaucenherstellung hergestellt werden. Es gibt zwei Arten von Fischpasten: Fisch/Salzmischungen sowie Mixturen aus Fisch, Salz und Kohlenhydratprodukte.
Die Herstellung der Fischpasten ist dadurch gekennzeichnet, dass der eingesalzene Fisch teilweise getrocknet wird, um den Hydrolysegrad einzuschränken, und dann zerkleinert wird, um ein homogenes, kräftiges Würzmittel zu bewirken. Jede Klasse kann durch die Art der Rohstoffe (Fischart und -anteil) weiter unterteilt werden, was zahlreiche Arten von Produkten ergibt. Die Zubereitung variiert von Land zu Land, wobei der grundlegende Prozess die Zugabe von 15 bis 25 % Salz zu Fisch oder Garnelen und die anschließende Zugabe anderer Materialien wie Weizenmehl, Kleie, Reis oder Sojabohnen beinhaltet. Japanische Fischpaste wird beispielsweise aus geköpften, gestampften Fischen hergestellt, die mit Weizenkleie und 10 % Salz vermischt und mit dem  Schimmelpilz Aspergillus oryzae geimpft, zwei Wochen bei 25–30 °C fermentiert.
Andere bekannte fermentierte Fischpasten sind zum Beispiel Bagoong auf den Philippinen, Terasi in Indonesien, Belacan in Malaysia, Ngapi in Myanmar, Kapi in Thailand und viele andere. Fischpasten in Indien sind zum Beispiel Hentak, Ngari und Tungtap.
Unfermentierte Fischpasten werden aus entgräteten Fischen gestampft, und einen halben Tag reifen gelassen (siehe auch zum Beispiel Chikuwa).